# Barbet Schroeder
Pour les articles homonymes, voir Schroeder.
Barbet Schroeder [baʁbɛ ʃʁødœʁ] est un réalisateur et producteur de cinéma franco-suisse, né le 26 août 1941 à Téhéran (Iran).
Il commence sa carrière comme assistant d'Éric Rohmer aux Cahiers du cinéma et sur ses tournages. En 1962, il fonde la société Les Films du Losange.

## Biographie

### Origines
Enfant, Gian-Reto Barbet Schroeder de son vrai nom , suit son père, le géologue Willy J. Schroeder, en Colombie. Après un divorce, sa mère (fille de Hans Prinzhorn) choisit la France pour lui faire mener ses études, jusqu'au baccalauréat au lycée Condorcet, lycée Henri-IV et Lycée Jacques-Decour puis à la Sorbonne (où il s'inscrit en philosophie mais ne suit que peu les cours).

### Carrière
Durant ses études, il collabore à la revue Les Cahiers du cinéma (en tant qu'assistant d'Éric Rohmer), qui est en train de lancer la Nouvelle Vague[réf. nécessaire].
Il réalise deux courts-métrages et Jean-Luc Godard le prend comme assistant stagiaire pour Les Carabiniers. Convaincu de sa voie, Barbet Schroeder fonde la société Les Films du Losange seul, à 22 ans en vendant un tableau d'Emil Nolde appartenant a son grand père (Hans Prinzhorn). Il fait cadeau de la moitié des parts à des amis avec lesquels il a envie de travailler, Eric Rohmer en tête, suivi de Jean Douchet, Pierre Cottrell et d'autres. Il inscrit la société au registre du commerce le 16 avril 1964. Les quatre premières années, le siège de la société est sa chambre d'adolescent dans l'appartement où vit sa mère, rue de Bourgogne à Paris. Le capital de la société équivaut à celui que coûterait le financement d'un court-métrage.
Sa première « production-manifeste » est Paris vu par..., film à sketches en 16 mm composé de six courts-métrages de Jean-Luc Godard, Éric Rohmer, Claude Chabrol, Jean Rouch, Jean-Daniel Pollet, Jean Douchet, qui devait être suivi de six longs-métrages tournés aussi en 16 mm par les mêmes réalisateurs. La projection directement en 16 mm se révélant impossible, la société est contrainte de gonfler Paris vu par... en 35 mm. Il lui faut également abandonner le projet des six longs-métrages pour terminer le doublage et le gonflage en 35 mm des deux premiers contes moraux d'Éric Rohmer, La Boulangère de Monceau et La Carrière de Suzanne. 
Le succès de ces derniers permet de financer la production en 35 mm couleur de La Collectionneuse, où Barbet Schroeder est à la fois directeur de production, électricien, comptable et premier assistant.
Il commence alors à travailler en secret à son premier film, More. Son assistant Pierre Cottrell le remplace dorénavant a la tête de la société qui produira principalement des films d'Éric Rohmer. Margaret Menegoz lui succèdera en 1976. Barbet Schroeder coproduit également à cette époque des films de Jacques Rivette, Jean Eustache, Rainer W. Fassbinder et Wim Wenders.

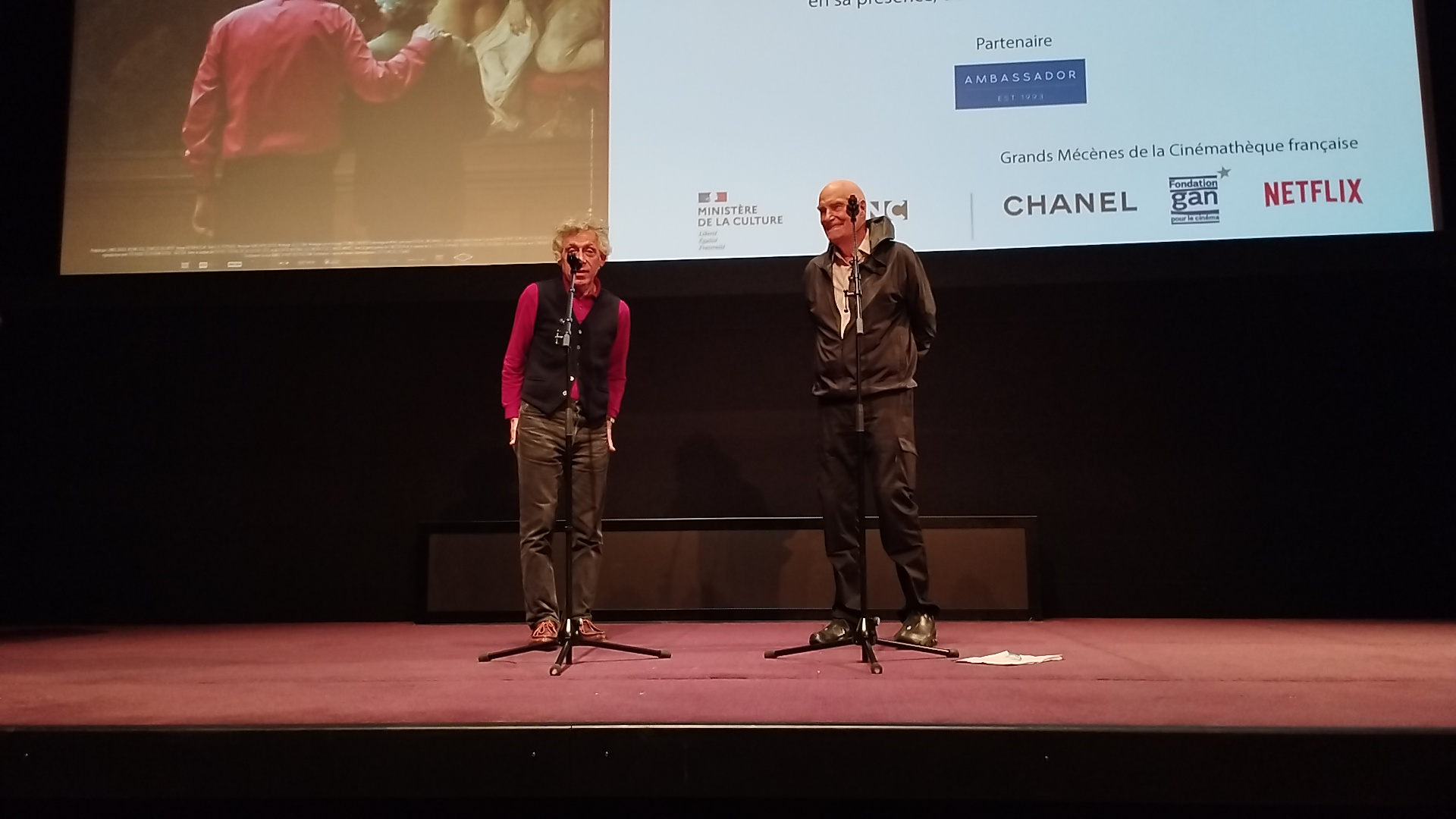
Ricardo Cavallo et Barbet Schroeder présentant le film à la Cinémathèque française, en novembre 2023.

Barbet Schroeder réalise les films More en 1969 et La Vallée en 1972, tous deux avec une bande sonore musicale composée et jouée par les Pink Floyd.
En 1974, il réalise un documentaire sur le dictateur Idi Amin Dada, qui sera le premier de la Trilogie du mal, L'Avocat de la terreur en 2007 (sur Jacques Vergès) et Le Vénérable W. en 2016 (sur un moine bouddhiste génocidaire) .
En 1976, il tourne Maîtresse avec Bulle Ogier et Gérard Depardieu. 
Il fait ensuite partie des cinéastes français, tel Jacques Demy, payés par les studios de Hollywood pour écrire et réaliser des films aux États-Unis. Alors que la plupart repartiront sans rien réaliser, Barbet Schroeder s'accroche. Admirateur de Charles Bukowski, il commande à celui-ci le scénario de Barfly. Des années passent à tenter de convaincre les studios de réaliser le film, en vain. Bukowski écrira un livre, Hollywood, où il conte les sept années de lutte pour le réaliser avec Mickey Rourke et Faye Dunaway. L'amitié de Bukowski lui permet aussi de réaliser un documentaire de 4 heures composé de 50 monologues de 3 min chacun, intitulé The Charles Bukowski Tapes. 
Finalement la réalisation de Barfly lui assure une reconnaissance qui lui permet de réaliser en 1990 Le Mystère von Bülow, avec Jeremy Irons et Glenn Close, film nommé aux Oscars pour la mise en scène, et qui vaudra également à Jeremy Irons l'oscar du meilleur acteur.
Il réalise ensuite plusieurs autres films aux États-Unis dont le terrifiant J.F. partagerait appartement, avec Bridget Fonda et Jennifer Jason Leigh.
En 2000, il part en Colombie pour réaliser La Vierge des tueurs, d'après le livre de Fernando Vallejo.
En 2003, le festival International du film Entrevues à Belfort lui consacre une rétrospective.
En 2023, il réalise, sur son ami Ricardo Cavallo, le documentaire Ricardo et la Peinture.

### Vie privée
Il est marié à l'actrice Bulle Ogier (née en 1939).

## Filmographie

### Réalisateur
- 1969 : More
- 1971 : 3 repérages ethnographique pour le film La Vallée : Sing-Sing, Maquillages et Le Cochon aux patates douces
- 1972 : La Vallée
- 1974 : Général Idi Amin Dada : Autoportrait (Idi Amin Dada) (documentaire)
- 1976 : Maîtresse
- 1978 : Koko, le gorille qui parle (documentaire)
- 1984 : Tricheurs
- 1985 : The Charles Bukowski Tapes (documentaire 50 fois 5 minutes) (diffusé en 1987 au cinéma)
- 1987 : Barfly
- 1990 : Le Mystère von Bülow (Reversal of Fortune)
- 1992 : JF partagerait appartement (Single White Female)
- 1995 : Kiss of Death
- 1996 : Le Poids du déshonneur (Before and After)
- 1998 : L'Enjeu (Desperate Measures)
- 2000 : La Vierge des tueurs (La virgen de los sicarios)
- 2002 : Calculs meurtriers (Murder by Numbers)
- 2007 : L'Avocat de la terreur (documentaire)
- 2008 : Inju : la Bête dans l'ombre
- 2009 : Mad Men (série télévisée) - saison 3, épisode 12
- 2013 : Ricardo Cavallo à Kerguéhennec, l'exposition filmée en un plan unique de quatorze minutes (court-métrage)
- 2015 : Amnesia
- 2016 : Le Vénérable W. (documentaire)
- 2023 : Ricardo et la Peinture (documentaire)

### Producteur / coproducteur
- 1963 : Méditerranée court métrage documentaire de Jean-Daniel Pollet
- 1963 : La Carrière de Suzanne d’Éric Rohmer
- 1963 : La Boulangère de Monceau d’Éric Rohmer
- 1964 : Nadja à Paris court métrage documentaire d’Éric Rohmer
- 1965 : Paris vu par… de Claude Chabrol, Jean Douchet, Jean-Luc Godard, Jean-Daniel Pollet, Éric Rohmer, Jean Rouch
- 1966 : La Collectionneuse d’Éric Rohmer
- 1967 : Fermière à Montfaucon court métrage documentaire d’Éric Rohmer
- 1967 : Tu imagines Robinson de Jean-Daniel Pollet
- 1969 : More de lui-même
- 1969 : Ma nuit chez Maud d’Éric Rohmer
- 1970 : Le Genou de Claire d’Éric Rohmer
- 1971 : Sing Sing repérage ethnographique de lui-même
- 1971 : Maquillages repérage ethnographique de lui-même
- 1971 : Le Cochon aux patates douces repérage ethnographique de lui-même
- 1972 : La Vallée de lui-même
- 1972 : L'Amour l'après-midi d’Éric Rohmer
- 1974 : La Paloma de Daniel Schmid (non crédité)
- 1974 : Céline et Julie vont en bateau de Jacques Rivette
- 1975 : La Marquise d'O d’Éric Rohmer
- 1975 : Roulette chinoise de Rainer Werner Fassbinder
- 1975 : Flocons d'or de Werner Schroeter
- 1977 : Le Passe-montagne de Jean-François Stévenin
- 1978 : Koko, le gorille qui parle documentaire de lui-même
- 1978 : Perceval le Gallois d’Éric Rohmer
- 1979 : Le Navire Night de Marguerite Duras
- 1981 : Le Pont du Nord de Jacques Rivette
- 1984 : Mauvaise Conduite de Nestor Almendros
- 1984 : L'Avenir d'Émilie (Flügel und Fesseln) de Helma Sanders-Brahms
- 1985 : The Charles Bukowski Tapes (documentaire TV) de lui-même
- 1987 : Barfly de lui-même
- 1992 : JF partagerait appartement (Single White Female) de lui-même
- 1995 : Kiss of Death de lui-même
- 1995 : Excès de confiance (Never Talk to Strangers) de Peter Hall
- 1996 : Le Poids du déshonneur (Before and After) de lui-même
- 1998 : L'Enjeu (Desperate Measures) de lui-même
- 1998 : Jessie (Shattered Image) de Raoul Ruiz
- 2000 : La Vierge des tueurs (La virgen de los sicarios) de lui-même
- 2002 : Calculs meurtriers ( Murder by Numbers) de lui-même
- 2011 : Dreaming American (court métrage) de Lee Percy
- 2015 : Amnesia de lui-même
- 2016 : Le Vénérable W. (documentaire) de lui-même
- 2023 : Ricardo et la Peinture (documentaire) de lui-même

### Acteur
- 1962 : La Boulangère de Monceau d’Éric Rohmer (court-métrage) : le jeune homme, le narrateur
- 1963 : Les Carabiniers de Jean-Luc Godard : le vendeur automobile
- 1965 : Paris vu par..., épisode Gare du Nord de Jean Rouch : Jean-Pierre
- 1968 : Fun and Games for Everyone de Serge Bard : un participant au happening
- 1970 : Out 1 de Jacques Rivette : Gian-Reto
- 1974 : Céline et Julie vont en bateau de Jacques Rivette : Olivier
- 1979 : Roberte de Pierre Zucca : Vittorio
- 1984 : Tricheurs de Barbet Schroeder : un joueur
- 1984 : L'Amour par terre de Jacques Rivette : un spectateur
- 1985 : Cinématon #651 de Gérard Courant : lui-même
- 1990 : The Golden Boat de Raoul Ruiz : le passant méchant
- 1994 : Le Flic de Beverly Hills 3 de John Landis : l'homme en Porsche
- 1994 : La Reine Margot de Patrice Chéreau : un conseiller
- 1996 : Mars Attacks! de Tim Burton : Maurice, le Président français
- 2004 : Ne fais pas ça de Luc Bondy : un client du restaurant
- 2005 : Une aventure de Xavier Giannoli : le docteur Idelman
- 2006 : Paris, je t'aime, segment Porte de Choisy de Christopher Doyle : Monsieur Henny
- 2007 : Ne touchez pas la hache de Jacques Rivette : le Duc de Grandlieu
- 2007 : À bord du Darjeeling Limited de Wes Anderson : le mécanicien
- 2010 : Comme un chien de Benoît Delépine (court-métrage) : le mari trop aimant
- 2011 : L'Avocat de Cédric Anger : Jacques Meco
- 2012 : Le Grand Soir de Benoît Delépine et Gustave Kervern (scènes coupées au montage)
- 2013 : Par exemple, Électre de Jeanne Balibar et Pierre Léon
- 2015 : Le Dos rouge d'Antoine Barraud : le médecin

## Distinctions

### Récompenses
- Mostra de Venise 2000 : Médaille d'or du Président du Sénat Italien pour La Vierge des tueurs
- Festival de La Havane 2000 : Coral du meilleur film d'un réalisateur non latino-américain pour La Vierge des tueurs
- Césars 2008 : César du meilleur film documentaire pour L'Avocat de la terreur
- Etoiles d'or 2008 : Etoile d'or du meilleur documentaire pour L'Avocat de la terreur
- Festival de Deauville 2020 : Prix d'honneur
- Festival de Jérusalem 2017 : Mention honorable du Prix Esprit de liberté du meilleur documentaire pour Le Vénérable W..
- Festival de Locarno 2023 : Léopard d'Honneur

### Nominations
- Mostra de Venise 1972 : en compétition pour le Lion d'or pour La Vallée[3]
- Festival de Chicago 1978 : en compétition pour le Hugo d'or pour Koko, le gorille qui parle
- Festival de Cannes 1987 : en compétition pour la Palme d'or pour Barfly
- Oscars 1991 : nomination à l'Oscar du meilleur réalisateur pour Le Mystère von Bülow
- Golden Globes 1991 : nomination au Golden Globe du meilleur réalisateur pour Le Mystère von Bülow
- Mostra de Venise 2000 : en compétition pour le Lion d'or pour La Vierge des tueurs
- Mostra de Venise 2008 : en compétition pour le Lion d'or pour Inju, la bête dans l'ombre
- Lumières 2018 : nomination au Lumière du meilleur documentaire pour Le Vénérable W..